# Кастелнуово ди Конца
Кастелнуо̀во ди Ко̀нца (на италиански: Castelnuovo di Conza) е село и община в Южна Италия, провинция Салерно, регион Кампания. Разположено е на 650 m надморска височина. Населението на общината е 626 души (към 2013 г.).
В 23 ноември 1980 г. селото е изцяло унищожено от силно земетресение.